# Milchsammelstelle

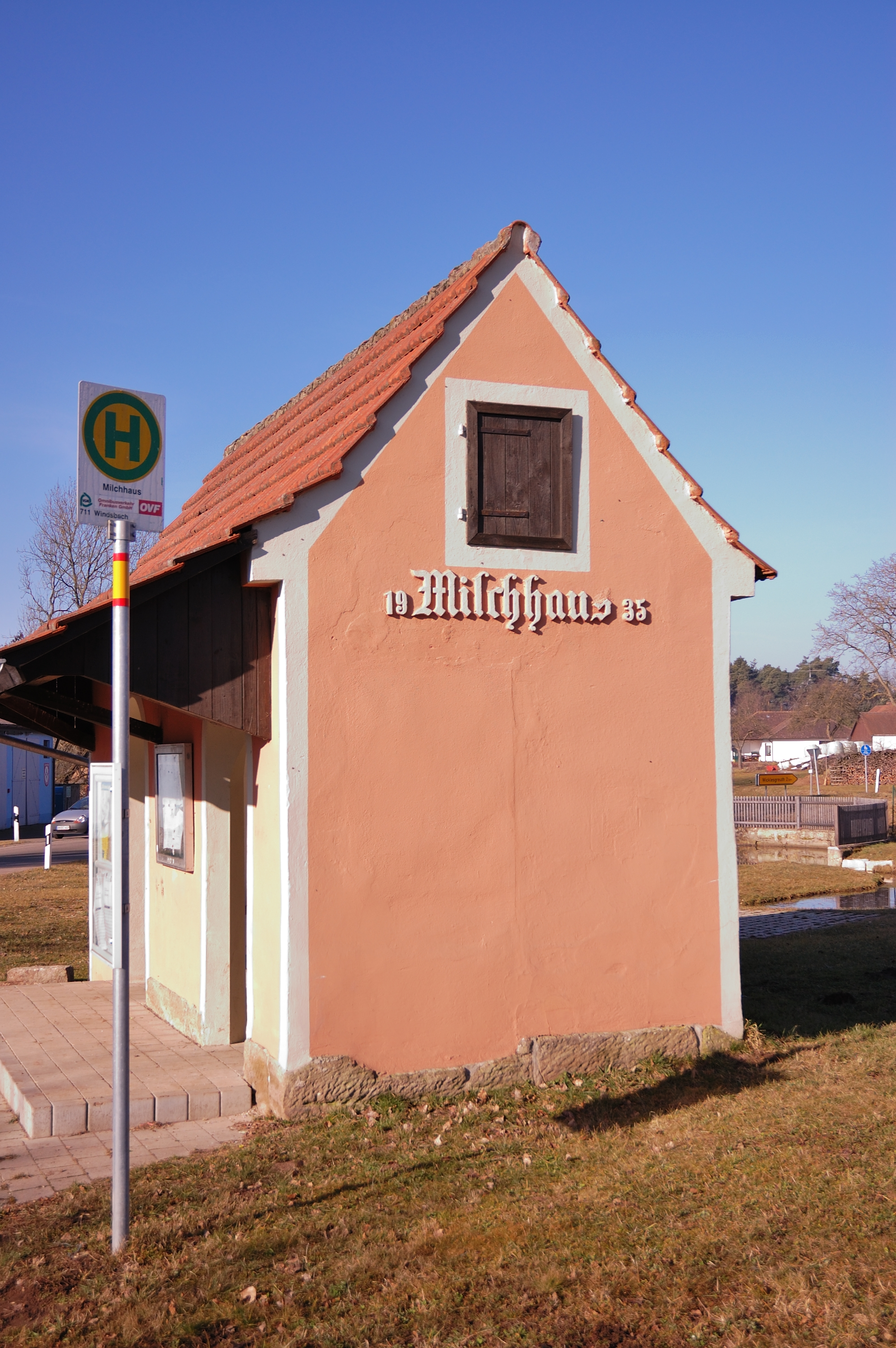
Ehemaliges Milchhaus in Langenloh (Mittelfranken)

Milchsammelstellen (lokal in Süddeutschland auch Milchhäusl oder Milchhäusle, in Österreich als Milchhaus oder Milchcasino bezeichnet) waren früher Sammelstellen für die Landwirte eines gewissen Umkreises, an denen sie ihre Milch ablieferten. Von dort wurde sie gesammelt zum Großabnehmer respektive in die Molkerei transportiert. In Österreich waren viele dieser Sammelstellen genossenschaftlich organisiert und traten als Milchgenossenschaft auf.

## Geschichte
Die meisten Milchsammelstellen wurden in der Zwischenkriegszeit erbaut. Vorher wurde die Milch meist mit Pferdefuhrwerken von den einzelnen milchliefernden Höfen abgeholt. Nach der Einrichtung der Milchsammelstellen, meist an zentraler Stelle im Ort, wurde die Milch von den einzelnen Bauern dort abgeliefert. Die Gebäude dienten der Sammlung und Kühlung der Milch bis zum Weitertransport. Die Bedingungen der Anlieferung ließen die Milchsammelstellen vielerorts auch zu einem sozialen Treffpunkt werden.
Die Bedeutung der Milchsammelstellen nahm in der zweiten Hälfte des 20. Jahrhunderts infolge des strukturellen Wandels und der immer geringer werdenden Milchproduktion stetig ab. Je nach Region wurden die Gebäude in den 1970er- bis 1990er-Jahren in Deutschland, Österreich und der Schweiz so unrentabel, dass ihr Betrieb sukzessive eingestellt wurde.

Die verbliebenen Gebäude, bis heute meist gut erkennbar an ihrer typischen Rampe mit Treppenaufgang, standen nach der Funktion als Milchsammelstelle oft zunächst leer, bis sie entweder abgerissen oder umfunktioniert wurden. Heute finden sich in ihnen häufig Jugendtreffs, kulturelle Treffpunkte oder kleine Lokale.

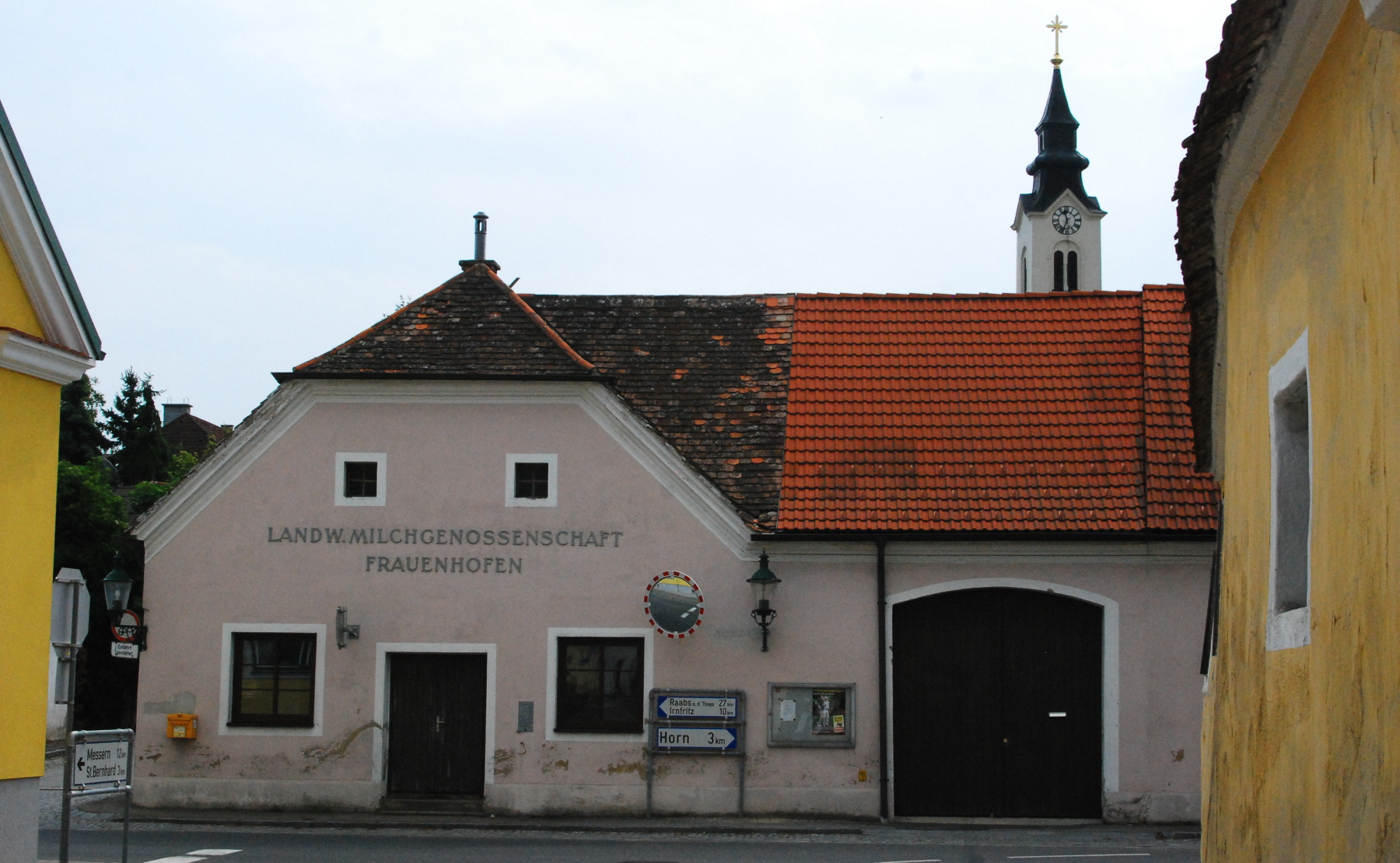
Ehemaliges Milchcasino in Frauenhofen (Niederösterreich)
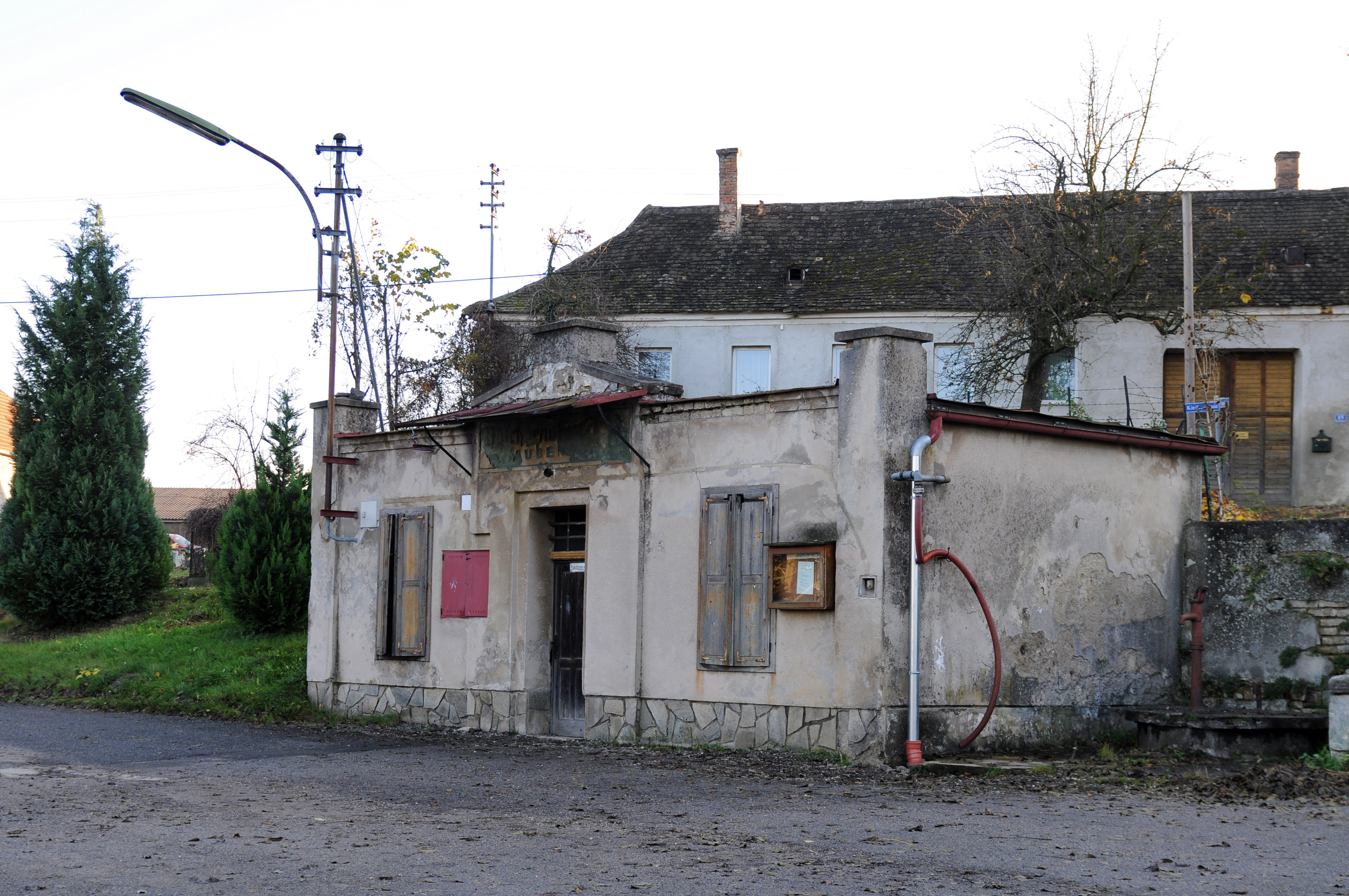
Ehemalige Milchgenossenschaft Glaubendorf (NÖ)